# Zygoneura divergens
Zygoneura divergens är en tvåvingeart som först beskrevs av Boris Mamaev 1976.  Zygoneura divergens ingår i släktet Zygoneura och familjen sorgmyggor. Inga underarter finns listade i Catalogue of Life.